# Szent Gellért Fórum
A Szent Gellért Fórum Szegeden található, ez Magyarország első olyan sportkomplexuma, amelyet teljes egészében az egyház, nevezetesen a Szeged-Csanádi egyházmegye tart fent.
2018. április 9-én tették le a komplexum alapkövét. A kormány döntése értelmében a teljes építkezést kiemelt kormányzati beruházásként kezelték. A tízhektáros területen található egy feszített pilléres futballstadion, amelynek acélszerkezete 1000 tonnát nyom és a legmagasabb pontja 24,53 méter. A komplexum területén található egy multifunkciós sportcsarnok, három fűtött labdarúgópálya, három teniszpálya, gyermekjátszótér és felnőttedzőpark, egy mini amfiteátrum, valamint egy műanyag borítású grundfocipálya és egy háromsávos, 100 méteres futópálya is.
A háromszínű lelátó különleges hatást kelt, a színeket látszólag tetszőlegesen mixelték a tervezők. A domináns szín a kék, amely a Tiszát idézi meg. A fekete Grosics Gyula, a fekete párduc, a csapat névadója előtt tiszteleg, míg a zöld az FTC-re utal – Kiss-Rigó László püspök ugyanis Fradi-drukker.
Az UEFA 4-es előírásoknak megfelelő stadionban 8256 ülőhely található.

## Mérföldkövek az új stadionban
|     | Dátum                | Esemény                                          | Csapat1                        | Csapat2           | Eredmény | Nézőszám   |
| --- | -------------------- | ------------------------------------------------ | ------------------------------ | ----------------- | -------- | ---------- |
| 1.  | 2019. augusztus 28.  | nyitókoncert Plácido Domingóval                  |                                |                   |          |            |
| 2.  | 2019. szeptember 15. | első NB2-es bajnoki mérkőzés                     | Szeged-Csanád Grosics Akadémia | Csákvári TK       | 5-3      | 4000       |
| 3.  | 2019. november 6.    | nézőcsúcs                                        | Szeged-Csanád Grosics Akadémia | Vasas SC          | 1-3      | 4850       |
| 4.  | 2019. december 3.    | első Magyar Kupa mérkőzés                        | Szeged-Csanád Grosics Akadémia | MOL Fehérvár FC   | 0-1      | 4500       |
| 5.  | 2020. február 11.    | első "albérletes" mérkőzés                       | Újpest FC                      | MOL Fehérvár FC   | 0-0      | 1551       |
| 6.  | 2020. március 11.    | első "ingyenes meccs"                            | Budapest Honvéd FC             | Paksi FC          | 2-0      | 880        |
| 7.  | 2020. március 14.    | első zárt kapus mérkőzés                         | Szeged-Csanád Grosics Akadémia | Budaörsi SC       | 1-0      | 0          |
| 8.  | 2020. július 22.     | első centerpáyás felkészülési meccs nézőkkel     | Szeged-Csanád Grosics Akadémia | Dunaújváros PASE  | 2-2      | 1000       |
| 9.  | 2021. március 10.    | első nemzetközi felkészülési mérkőzés            | Magyarország U17               | Szerbia U17       | 3-2      | zárt kapus |
| 10. | 2021. június 10.     | első női labdarúgó-válogatott felkészülési meccs | Magyarország                   | Szerbia           | 4-0      |            |
| 11. | 2021. október 8.     | első nemzetközi tétmérkőzés                      | Magyarország U21               | Lengyelország U21 | 2-2      | 800        |

## Stadion szektor kapacitása
| Fő lelátó                                                                              | Fő lelátó                      | B-közép | B-közép | Hazai normál    | Hazai normál    | Vendég | Vendég |
| -------------------------------------------------------------------------------------- | ------------------------------ | ------- | ------- | --------------- | --------------- | ------ | ------ |
| A1 – bronz                                                                             | A1 – bronz                     | B1      | B1      | C1              | C1              | D1     | D1     |
| A11                                                                                    | 106                            | B11     | 176     | C11             | 250             | D11    | 188    |
| A12                                                                                    | 56                             | B12     | 257     | C12             | 257             | D12    | 257    |
| A13                                                                                    | 64                             | B2      | B2      | C2              | C2              | D2     | D2     |
| A2 – sajtópáholy                                                                       | A2 – sajtópáholy               | B21     | 261     | mozgássérült 14 | mozgássérült 14 | D21    | 262    |
| A21                                                                                    | 67                             | B22     | 263     | C3              | C3              | D22    | 366    |
| A22                                                                                    | 58                             | B3      | B3      | C31             | 288             | D3     | D3     |
| A3 – VIP szektorok                                                                     | A3 – VIP szektorok             | B31     | 260     | C32             | 283             | D31    | 159    |
| A31                                                                                    | 52                             | B32     | 261     | C4              | C4              | D32    | 262    |
| A32                                                                                    | 30 (ebből 3 mozgáskorlátozott) | B4      | B4      | C41             | 244             | D4     | D4     |
| A33                                                                                    | 36                             | B41     | 257     | C42             | 265             | D41    | 257    |
| A34                                                                                    | 32                             | B42     | 176     | C5              | C5              | D42    | 188    |
| A35                                                                                    | 30 (ebből 3 mozgáskorlátozott) |         |         | C51             | 262             |        |        |
| A36                                                                                    | 52                             |         |         | C52             | 244             |        |        |
| A37                                                                                    | 160                            |         |         | C6              | C6              |        |        |
| A4 – bronz                                                                             | A4 – bronz                     |         |         | C61             | 283             |        |        |
| A41                                                                                    | 80                             |         |         | C62             | 288             |        |        |
| A42                                                                                    | 80                             |         |         | C7              | C7              |        |        |
| A43                                                                                    | 117                            |         |         | mozgássérült 14 | mozgássérült 14 |        |        |
| Skybox                                                                                 | Skybox                         |         |         | C8              | C8              |        |        |
| 10 darab egyenként 12 székkel                                                          | 10 darab egyenként 12 székkel  |         |         | C81             | 257             |        |        |
| E – felső sajtópáholy                                                                  | E – felső sajtópáholy          |         |         | C82             | 250             |        |        |
| E11                                                                                    | 12                             |         |         |                 |                 |        |        |
| E12                                                                                    | 12                             |         |         |                 |                 |        |        |
| E21                                                                                    | 13                             |         |         |                 |                 |        |        |
| E22                                                                                    | 13                             |         |         |                 |                 |        |        |
| Az adatok a http://meccsjegy.mlsz.hu/ jegyértékesítő oldal alapján 2020.02.24.-ei adat |                                |         |         |                 |                 |        |        |